# Claude Barzotti

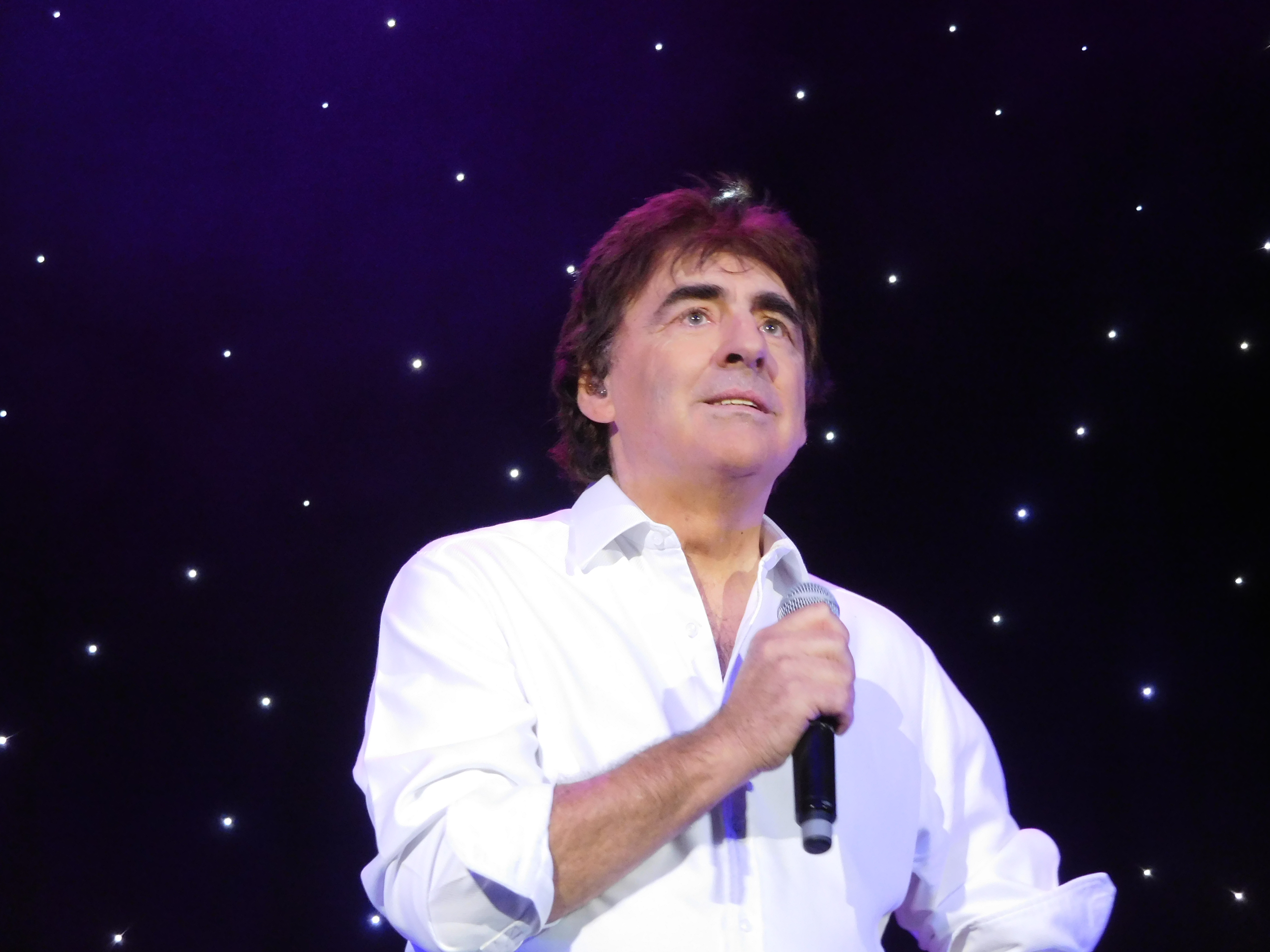
Claude Barzotti in 2017

Claude Barzotti, echte naam: Francesco Barzotti (Châtelineau, 23 juli 1953 – Court-Saint-Étienne, 24 juni 2023) was een Frans-talige Belgische zanger, van Italiaanse komaf.

## Biografie
Hoewel hij in België geboren was groeide hij vooral op in Sicilië (Villarosa) waar hij door zijn grootvader werd opgevoed. Hij was geen goede student, enkel de muzieklessen interesseerden hem. Zijn ouders steunden hem in zijn interesse voor muziek en kochten hem zijn eerste gitaar toen hij acht jaar oud was. Zijn ouders emigreerden van België naar Zwitserland, vervolgens naar Luxemburg om zich uiteindelijk definitief te vestigen in België, in Court-Saint-Étienne (Waals-Brabant). Op dat ogenblik is Claude 18 en gaat hij opnieuw bij zijn ouders wonen.
Later keerde Claude terug naar Italië om er een muziekcarrière uit de grond te stampen, maar het was Roger Weylemans, de directeur van Vogue in België, die hem in 1973 de kans gaf zijn eerste lp op te nemen. Deze kent echter maar weinig succes. Maar zijn grote doorbraak kwam toen hij ontdekt werd door Pierre en Michel Célie die hem zijn eerste album lieten opnemen. Claude had alle vertrouwen in hen en liet hen zelf beslissen over de studio, de teksten, de nummers, etc. Het nummer Madame kende in 1981 een groot succes: er werden meer dan 400.000 exemplaren van verkocht. Maar het is met het lied Le Rital dat hij in 1982 zijn roem heeft verkregen. Vooral in Canada is hij erg beroemd.
In 1990 kreeg hij opnieuw meer succes in Europa met zijn nummer Aime-moi.
Barzotti overleed op 69-jarige leeftijd aan de gevolgen van kanker.

## Discografie
- 1981: Madame
- 1987: C'est moi qui pars
- 1988: Une heure avec Claude Barzotti
- 1989: Elle me tue
- 1990: Ses plus grands succes
- 1990: Plein succes
- 1991: Amami
- 1991: Douce
- 1991: Collection les originaux Claude Barzotti
- 1992: Pour elles
- 1993: The very best of
- 1993: Barzotti chante Noël
- 1993: Un uomo pensa a te
- 1995: Les plus grandes chansons
- 1995: Je vous aime
- 1995: Je t'apprendrai l'amour
- 1997: Emotions
- 1998: Les hits de Claude Barzotti
- 1999: Claude Barzotti
- 2000: Beau, j's'rai jamais beau
- 2000: Souvent, je pense à vous Madame
- 2002: Rital
- 2003: Barzotti 2003
- 2003: Ancora